# Aurel Păcală
Aurel Păcală (n. 1881, Dealu Frumos, Comitatul Târnava-Mare- d. 1940) a fost deputat în Marea Adunare Națională de la Alba Iulia, organismul legislativ reprezentativ al „tuturor românilor din Transilvania, Banat și Țara Ungurească”, cel care a adoptat hotărârea privind Unirea Transilvaniei cu România, la 1 decembrie 1918.

## Educație
A terminat Liceul Militar din Sibiu și Academia militară de la Wiener Neustadt.

## Activitate
Aurel Păcală a fost ofițer activ în armata austro-ungară, luând parte la Primul Război Mondial, pe frontul rusesc. În anul 1918 a intrat în armata română cu gradul de locotenent-colonel și a luat parte la luptele de la Tisa. Tot în anul 1918 a fost comandantul gărzii naționale din Sibiu, iar un an mai târziu lichidator militar în Viena. 
În anul 1928 a fost numit, cu gradul de general, președinte al Consiliului de Război din Cluj. Din 1928 a servit ca general al Brigăzii 47 Infanterie, până în anul 1935, când a ieșit la pensie. Din 1938 până în 1940, anul morții, a ocupat funcția de viceprimar al municipiului Cluj. A fost distins cu ordinul Coroana României în gradul de comandant și cu alte înalte distincții.

## Decorații
- Ordinul Coroana României în gradul de comandant.